# Calcaritis flavescens
Calcaritis flavescens är en fjärilsart som beskrevs av Alphéraky 1892. Calcaritis flavescens ingår i släktet Calcaritis och familjen mätare. Inga underarter finns listade i Catalogue of Life.